# Пицина, Дмитрий Людвигович
Дмитрий Людвигович Пицина (род. 1927 год, село Звиняче, Волынское воеводство) — шофёр совхоза «Барвиновский» Урицкого района Кустанайской области, Казахская ССР. Герой Социалистического Труда (1973).

## Биография
Родился в 1927 году в крестьянской семье в селе Звиняче Волынского воеводства, Польша (сегодня — Волынская область). После окончания школы механизации трудился с 1946 года трактористом в леспромхозе «Цуманский», с 1948 года — тракторист Лебединской лесозащитной станции. С 1952 года возглавлял бригаду трактористов Цуманской МТС Цуманского района.
В 1956 году отправился на освоение целинных и залежных земель в Казахскую ССР. С 1957 года трудился механизатором, комбайнёром, шофёром в совхозе «Барвиновский» Урицкого района. Весной 1973 года засеял 1020 гектаров пахотной земли вместо запланированных 960 гектаров и во время страды в этом же году намолотил 133233 центнеров зерновых. В отдельные дни ежедневная выработка при уборке урожая достигала 502 %. Указом Президиума Верховного Совета СССР от 10 декабря 1973 года удостоен звания Героя Социалистического Труда с вручением ордена Ленина и золотой медали «Серп и Молот».

## Награды
- Орден Ленина — трижды (1967, 1972, 1973)